# Mount Lebanon (Louisiane)
Mount Lebanon est une ville de la paroisse de Bienville, dans l'État de Louisiane, aux États-Unis,. En 2020, elle compte une population de 66 habitants.

## Démographie
Lors du recensement de 2010, la ville comptait une population de 83 habitants, tandis qu'en 2020, elle s'élève à 66 habitants.